# Karl Theodor Keim

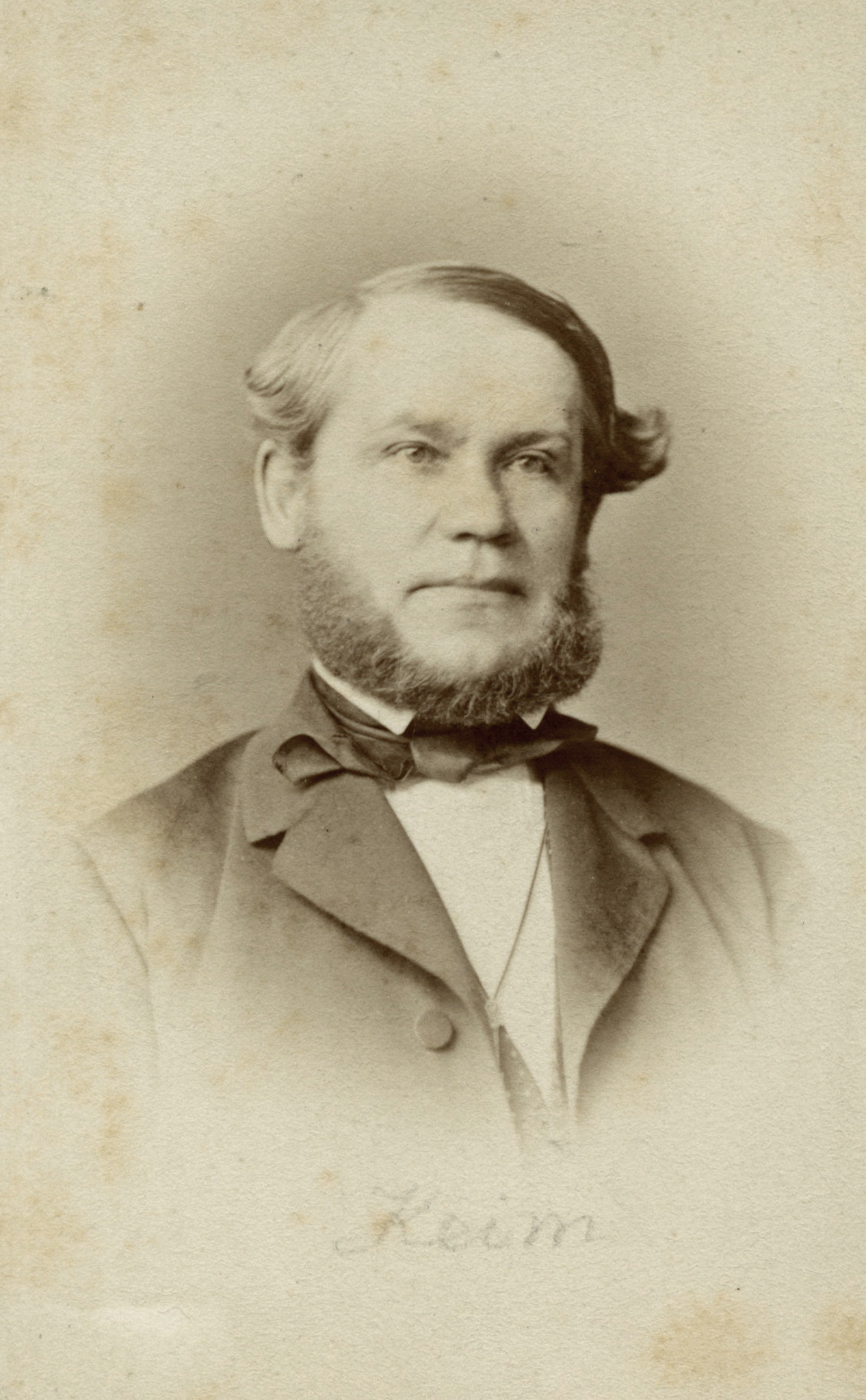
Karl Theodor Keim

Karl Theodor Keim, född den 17 december 1825 i Stuttgart, död den 17 november 1878 i Giessen, var en tysk protestantisk teolog.
Keim blev professor i teologi i Zürich 1860 och i Giessen 1873. Han visade redan i sina äldre kyrkohistoriska arbeten vidsträckt lärdom och framställningsförmåga av hög rang. 
Han gjorde sig dock mest känd genom de kristologiska arbetena Der geschichtliche Christus (3:e upplagan 1866; "Den historiske Kristus" 1867), Geschichte Jesu von Nazara (3 band, 1867-72) samt Geschichte Jesu nach den Ergebnissen heutiger Wissenschaft, für weitere Kreise übersichtlich erzählt (1873; 2:a upplagan 1874). 
I dem har Keim - huvudsakligen med ledning av Matteus, som han ansåg vara den äldste och tillförlitligaste av evangelisterna - velat lämna en kritiskt sovrad framställning av Jesu liv. Den mellersta av Keims ovannämnda skrifter var länge känd som ett av de fullständigaste arbeten, som utkommit i detta ämne.